# Colden
Colden – miasto w Stanach Zjednoczonych, w stanie Nowy Jork, w hrabstwie Erie.